# Seliza squamula
Seliza squamula är en insektsart som beskrevs av Melichar 1904. Seliza squamula ingår i släktet Seliza och familjen Flatidae. Inga underarter finns listade i Catalogue of Life.